# Тритон (издательство)
«Трито́н» — кооперативное издательство в Ленинграде, выпускавшее ноты и книги по музыке и действовавшее в 1925—1936. Сыграло большую роль в публикации сочинений советских композиторов и музыковедов.

## История
Идея создания издательства возникла у ленинградского музыкально-общественного деятеля В. И. Яшнева на фоне введения нэпа и бурного развития частной инициативы в области мелкой промышленности и торговли, а также всё возрастающей потребности в печатании нот и образовательных материалов по музыке. В 1925 утверждён устав кооператива, в разработке которого помимо Яшнева приняли участие его жена, М. А. Никитина, имевшая подобный опыт (в 1923 она открыла нотный магазин и при нём «Русское музыкальное издательство», просуществовавшее чуть больше года и выпустившее несколько незначительных изданий), Б. В. Асафьев и В. Г. Каратыгин.
Издательство и его нотный магазин сперва располагались по адресу проспект Володарского (ныне Литейный проспект), д. 43, а вскоре переехали на проспект 25-го Октября (ныне Невский проспект), д. 50. Последний адрес издательства — улица Герцена (ныне Большая Морская улица), д. 11. Помимо продажи собственных изданий «Тритона» магазин осуществлял комиссионную торговлю нотами.
Среди первых изданий «Тритона» — «Очерки по методике фортепиано» М. Н. Бариновой, детские фортепианные пьесы. По заказу издательства был написан цикл фортепианных миниатюр для детей «Бирюльки» С. Майкапара, переиздававшийся неоднократно. Выпускалась серия пьес под редакцией С. Гинзбурга «Старые мастера XVII—XVIII столетий в обработках для скрипки и виолончели с роялем В. Бурместера, Ф. Крейслера, А. Моффата и др.»
В издательстве вышли музыкально-теоретические пособия Ю. Тюлина, М. Г. Климова, С. Соловьёва, самоучители и сборники пьес для гармоники (баяна), гитары, мандолины, домры и духовых инструментов, составленные видными ленинградскими педагогами. Издавались песни и романсы классиков, арии из опер, фортепианные пьесы Альбениса, Регера, Шимановского.
Одним из главных направлений деятельности издательства была публикация сочинений ленинградских композиторов. Так, печатались произведения П. Рязанова, Ю. Тюлина, В. Дешевова, Г. Попова, В. Щербачёва, Ю. Шапорина, А. Пащенко, А. Гладковского, М. Юдина, Х. Кушнарёва, О. Чишко, Н. Стрельникова, В. Богданова-Березовского.
В «Тритоне» впервые получили возможность напечатать свои сочинения молодые авторы: В. Желобинский, И. Дзержинский, В. Пушков, А. Животов, И. Пустыльник, Е. Жарковский, Д. Прицкер.
По мнению современного музыковеда В. Величко, наиболее значимым следом издательства в истории музыки явилась публикация таких исследовательских монографий, как «Книга о Стравинском» Б. Асафьева (1929), «Новая фортепианная музыка» М. Друскина (1928), «Политональность и атональность» А. Казеллы (1926), «Музыка средневекового города» Г. Мозера (1926), а также серии сборников «Новая музыка» Ленинградской ассоциации современной музыки с очерками о зарубежных композиторах.
В 1932 году в Ленинграде открылось отделение Центрального музыкального издательства (Музгиза), составившее серьёзную конкуренцию издательству «Тритон». Согласно очерку Б. Вольмана, работа двух издательств, преследующих одни и те же цели, была признана нецелесообразной, и в 1936 издательство «Тритон» самоликвидировалось. После закрытия издательства его «капитал» в виде награвированных досок был передан Музгизу. Это можно видеть по номерам досок нотных изданий, выпускавшихся Ленинградским отделением Музгиза в 1936 году: они всё ещё содержат литеру «Т.», указывающую на «Тритон». В 1937 году «Т.» сменилась на «Л. О.» («Ленинградское отделение»), однако цифры продолжали нумерацию изданий, начатую в «Тритоне». И лишь в 1939 году номера досок включились в единую серию с Московским отделением Музгиза.

## Сотрудники
Председателем правления издательства много лет неизменно избирался Ю. А. Шапорин, секретарём — Ю. Я. Вайнкоп.
Ответственными редакторами издательства работали Б. Л. Вольман, Н. Н. Загорный, П. Б. Рязанов.
Техническими редакторами работали Б. Л. Вольман, С. А. Затеплинский, Д. П. Кононович.
Лучшим гравёром издательства был Чернов, впоследствии перешедший на работу в Монетный двор.
Секретарь издательства Б. Аппак.

## Эмблема
Эмблема издательства состоит из изображения тритона-земноводного и нотной записи тритона-интервала.